# ISO 3166-2:BB

Carte des divisions administratives de la Barbade

Code ISO 3166-2 pour la Barbade.

## Mise à jour
- ISO 3166-2:2007-04-17 Bulletin n° I-8 (création)

## Paroisses (11)en:parishes
| Code ISO 3166-2 | Paroisse      | Paroisse                    |
| Code ISO 3166-2 | Nom anglais   | Nom français (non officiel) |
| --------------- | ------------- | --------------------------- |
| BB-A            | Saint Andrew  | Saint-Andrew                |
| BB-C            | Christ Church | Christ-Church               |
| BB-E            | Saint Peter   | Saint-Peter                 |
| BB-G            | Saint George  | Saint-George                |
| BB-J            | Saint John    | Saint-John                  |
| BB-L            | Saint Lucy    | Saint-Lucy                  |
| BB-M            | Saint Michael | Saint-Michael               |
| BB-O            | Saint Joseph  | Saint-Joseph                |
| BB-P            | Saint Philip  | Saint-Philip                |
| BB-S            | Saint James   | Saint-James                 |
| BB-T            | Saint Thomas  | Saint-Thomas                |